# Озсёкменлер, Юрдусев
Юрдусев Озсёкменлер (род. 15 июля 1952) — турецкий политик. В июне 2015 года была избрана членом Великого национального собрания от Демократической партии народов. С 9 июля по 1 ноября 2015 года занимала пост заместителя председателя Великого национального собрания, в 2004—2009 годах занимала должность мэра Баглара (Диярбакыр).

## Биография
Родилась 15 июля 1952 года в Лапсеки. Её мать родилась учительницей в школе. Окончила Стамбульский университет, затем работала журналисткой в таких изданиях, как «Özgür Gündem» и «Özgür Ülke». Затем работала в Конфедерации общественных профсоюзов.

### Политическая карьера
В 2002 году баллотировалась Великое национальное собрание от демократической партии народов, но не была избрана, поскольку её партии не удалось набрать минимально необходимое количество голосов для попадания в парламент.
В 2004 году баллотировалась в мэры Баглара от социал-демократической народной партии. Получив 50733 голосов, она была избрана. Занимала эту должность до 2009 года, когда её сменила Юксель Баран от Партии демократического общества.
В 2015 году была избрана членом Великого национального собрания от Демократической партии народов, она представляла в парламенте Ван. Поскольку ДПН удалось провести в парламент 80 членов, она получила право назначить заместителя председателя Великого национального собрания. Сначала на эту должность хотели назначить Дилек Оджалан, которая приходится племянницей лидеру РПК Абдулле Оджалану, но эта кандидатура вызвала острую критику, после чего было заявлено, что Дилек не хочет занимать эту должность. После её отказа заместителем председателя была назначена Юрдусев Озсёкменлер.

## Критика
В период когда Озсёкменлер занимала пост министра Баглара, сайтом критикующим РПК была опубликована фотография, сделанная на тренировочном полигоне РПК. На неё предположительно была запечатлена Юрдусев Озсёкменлер с оружием в руках и одетая в униформу РПК. Также было заявлено, что Озсёкменлер имела кодовое имя «Айше», была «женой» Абдуллы Оджалана, а её успешная политическая карьера была следствием поддержки с его стороны. Юрдусев Озсёкменлер и её адвокат отвергли эти обвинения.